# Калвер, Роланд
Ро́ланд Ка́лвер (англ. Roland Culver; 31 августа 1900[…], Хайгейт — 1 марта 1984[…], Хенли-он-Темз, Оксфордшир) — английский актёр театра, кино и телевидения.

## Биография
Роланд Джозеф Калвер родился 31 августа 1900 года в деревне Хайгейт (ныне — район Лондона). Сестра — Эвелин, также была театральной актрисой. Учился в Хайгейтской школе. В 1918 году, едва юноше исполнилось 18 лет, был призван в армию, служил лётчиком в только что образованных ВВС Великобритании на протяжении одного года, пока не закончилась Первая мировая война. Демобилизовавшись, Калвер поступил в Королевскую академию драматического искусства. Также служил лётчиком и во время Второй мировой войны.
В 1924 году он впервые появился на театральных подмостках, став работником только что созданной Hull Repertory Theatre Company. Дебют Калвера на широком экране состоялся в 1931 году, на телевидении — в 1955 году. Амплуа — безупречный безэмоциональный английский джентльмен.
У Калвера отсутствовало одно лёгкое, удалённое хирургами в связи с туберкулёзом. Скончался актёр 1 марта 1984 года на 84-м году жизни в городке Хенли-он-Темс от сердечного приступа.

### Личная жизнь
Роланд Калвер был женат дважды.

Первая жена — малоизвестная режиссёр, актриса и кастинг-директор Дафна Рай (1916—1992). Брак был заключён в августе 1932 года, в 1946 году последовал развод. От этого брака остались двое детей: Майкл (род. 1938), который стал известным актёром телевидения; и Робин (род. 1941), который стал художником и малоизвестным актёром кино и телевидения.

Вторая жена — малоизвестная актриса Нэн Хопкинс (1917—1985). Брак был заключён 3 октября 1947 года, и пара прожила вместе почти 37 лет до самой смерти актёра в 1984 году. Детей от этого брака не было.

Первая жена была младше Калвера на 16 лет, вторая — на 17. Первая жена пережила Калвера на 8 лет, вторая — на один год.

## Роли в театре
- 1924 — Пётр и Павел / Peter and Paul — апостол Павел
- 1953 — Маленькая хижина[фр.] / The Little Hut — Филип
- 1959—1960 — Упражнение для пяти пальцев / Five Finger Exercise — Стэнли Харрингтон
- 1966 — Иванов / Ivanov — Павел Лебедев

## Избранная фильмография
За свою карьеру длиной 52 года (1931—1983) Роланд Калвер снялся в 146 фильмах и сериалах. Из них 3 фильма были короткометражными, а в 7 он не был указан в титрах.

### Широкий экран
- 1932 — ? / C.O.D. — Эдвард
- 1934 — Нелл Гвинн[англ.] / Nell Gwynn (актёр массовки, в титрах не указан)
- 1936 — Обвиняемый[англ.] / Accused — Генри Кейпелл
- 1940 — Французский без слёз[англ.] / French Without Tears — командор Билл Роджерс
- 1940 — Девушка в новостях[англ.] / Girl in the News — полицейский инспектор (в титрах не указан)
- 1940 — Ночной поезд в Мюнхен[англ.] / Night Train to Munich — Робертс
- 1941 — Тихая свадьба[англ.] / Quiet Wedding — Буфи Понсонби
- 1942 — Один из наших самолётов не вернулся / One of Our Aircraft Is Missing — офицер флота
- 1942 — Придёт рассвет[англ.] / The Day Will Dawn — командор Питтуотерс
- 1942 — История истребителя Спитфайер[англ.] / The First of the Few / Spitfire — командор Брайд
- 1942 — Секретная миссия[англ.] / Secret Mission — капитан Ред Гоуэн
- 1943 — Жизнь и смерть полковника Блимпа / The Life and Death of Colonel Blimp — полковник Беттеридж
- 1944 — Испытательный срок[англ.] / On Approval — Ричард Хэлтон
- 1944 — Английский без слёз[англ.] / English Without Tears — сэр Космо Брэндон
- 1945 — Глубокой ночью / Dead of Night — Элиот Фоли
- 1945 — Совершенные незнакомцы[англ.] / Perfect Strangers — Ричард
- 1946 — Каждому своё / To Each His Own — лорд Десхэм
- 1946 — Разыскивается за убийство / Wanted for Murder — главный инспектор Конуэй
- 1947 — Сингапур / Singapore — Майкл Ван Лейден
- 1947 — Вниз к Земле[англ.] / Down to Earth — мистер Джордан
- 1948 — Императорский вальс / The Emperor Waltz — барон Холения
- 1948 — Разве это не романтично?[англ.] / Isn't It Romantic? — майор Юклид Камерон
- 1949 — Великий любовник[англ.] / The Great Lover — Великий герцог Максимиллиан
- 1950 — Трио[англ.] / Trio — мистер Эшенден (в новелле «Санаторий»)
- 1951 — Покойная Эдвина Блэк / The Late Edwina Black — инспектор Мартин
- 1951 — Отель «Сахара»[англ.] / Hotel Sahara — майор Билл Рэндэлл
- 1951 — На бис[англ.] / Encore — Джордж Рэмси (в новелле «Муравей и кузнечик»)
- 1951 — Оставшийся в тени[англ.] / The Magic Box — промоутер
- 1952 — Глупость, ставшая мудростью[англ.] / Folly to Be Wise — Джордж Праут
- 1952 — Остролист и плющ[англ.] / The Holly and the Ivy — лорд Б.
- 1954 — Преданный[англ.] / Betrayed — генерал Уорслей
- 1955 — Дотронься и иди[англ.] / Touch and Go — Рег Фэйрбрайт
- 1955 — Аллигатор по имени Дэйзи / An Alligator Named Daisy — полковник Джеффри Уэстон
- 1956 — Сафари[англ.] / Safari — сэр Винсент Брэмптон
- 1957 — Гипнотизёр[англ.] / The Hypnotist — доктор Фрэнсис Пелхэм
- 1957 — Порочный круг[англ.] / The Vicious Circle — детектив Дейн
- 1957 — Правда о женщинах / The Truth About Women — Чарльз Тависток
- 1958 — Здравствуй, грусть! / Bonjour Tristesse — мистер Ломбард
- 1962 — Семестр испытаний[англ.] / Term of Trial — Троумен
- 1962 — Железная дева[англ.] / The Iron Maiden — лорд Апшотт
- 1964 — Жёлтый «Роллс-Ройс»[англ.] / The Yellow Rolls-Royce — Норвуд
- 1965 — Шаровая молния / Thunderball — иностранный секретарь
- 1966 — Человек, которого могли убить[англ.] / A Man Could Get Killed — доктор Мэтисон
- 1969 — В поисках Грегори[англ.] / In Search of Gregory — Уордл
- 1969 — Чудотворец / The Magic Christian — сэр Герберт (в титрах не указан)
- 1973 — Легенда адского дома[англ.] / The Legend of Hell House — мистер (Рудольф) Дойч
- 1973 — Человек-макинтош / The Mackintosh Man — судья
- 1977 — Жуткие создания[англ.] / The Uncanny — Уоллес (в новелле «Лондон, 1912»)
- 1978 — Греческий магнат[англ.] / The Greek Tycoon — Роберт Кит
- 1980 — Грубая огранка / Rough Cut — мистер Ллойд Палмер
- 1982 — Госпиталь «Британия» / Britannia Hospital — генерал Уэтерби
- 1982 — Миссионер / The Missionary — лорд Фермлей

### Телевидение
- 1968, 1970, 1972 — Пьеса месяца[англ.] / Play of the Month — разные роли (в 3 эпизодах)
- 1969, 1970 — Пьеса по средам[англ.] / The Wednesday Play — разные роли (в 2 эпизодах)
- 1974 — Паллисеры[англ.] / The Pallisers — герцог Омниума и Гатерума (в 11 эпизодах)
- 1979, 1982 — Непридуманные истории / Tales of the Unexpected — разные роли (в 2 эпизодах)
- 1982 — Горбун из Нотр-Дама / The Hunchback of Notre Dame — епископ парижский

## Награды и номинации
- 1966 — Премия «Тони» в категории «Лучшая мужская роль в пьесе» за роль в постановке «Иванов» — номинация
- 1980 — Офицер ордена Британской империи